# Jan Pelnář (ministr)
Jan Pelnář (24. dubna 1911 Mrákov – 28. dubna 1982 Plzeň) byl český a československý politik Komunistické strany Československa, poslanec České národní rady a Sněmovny národů Federálního shromáždění za normalizace a ministr vnitra vlád ČSSR.

## Biografie
K roku 1969 se uvádí jako původním povoláním zedník, bytem Praha. Vyučil se zedníkem a před válkou pracoval na stavbách v Domažlicích a Plzni. Od roku 1945 byl členem KSČ a téhož roku se stal poslancem a členem rady ONV v Domažlicích. Po volbách roku 1946 si post na ONV udržel a řídil referát pro osidlování. V září 1947 se stal předsedou Okresního národního výboru v Domažlicích. 1. února 1948 přešel na KNV do Plzně, kde působil jako vyživovací referent. Absolvoval Ústřední politickou školu ÚV KSČ. V letech 1954–1968 působil jako předseda KNV pro Západočeský kraj. Byl členem Krajského výboru KSČ. Zastával i celostátní stranické posty. X. sjezd KSČ ho zvolil za člena Ústředního výboru Komunistické strany Československa. XI. sjezd KSČ, XII. sjezd KSČ a XIII. sjezd KSČ ho ve funkci potvrdil. Byl mu udělen Řád práce (roku 1961), vyznamenání Za zásluhy o výstavbu a Řád 25. února II. stupně.
Po provedení federalizace Československa usedl v lednu do Sněmovny národů Federálního shromáždění. Do federálního parlamentu ho nominovala Česká národní rada, kde rovněž zasedal. Ve federálním parlamentu setrval až do konce funkčního období, tedy do voleb roku 1971.
V letech 1968–1970 zastával i vládní post. Od srpna 1968 (jako nástupce proreformního Josefa Pavla) byl ministrem vnitra v první vládě Oldřicha Černíka, druhé vládě Oldřicha Černíka a třetí vládě Oldřicha Černíka. V letech 1970–1971 působil jako úřadující místopředseda Ústředního výboru Národní fronty České socialistické republiky. Pak odešel na penzi a žil v rodném Mrákově.